# Jardín de plantas tropicales de Itabashi
½

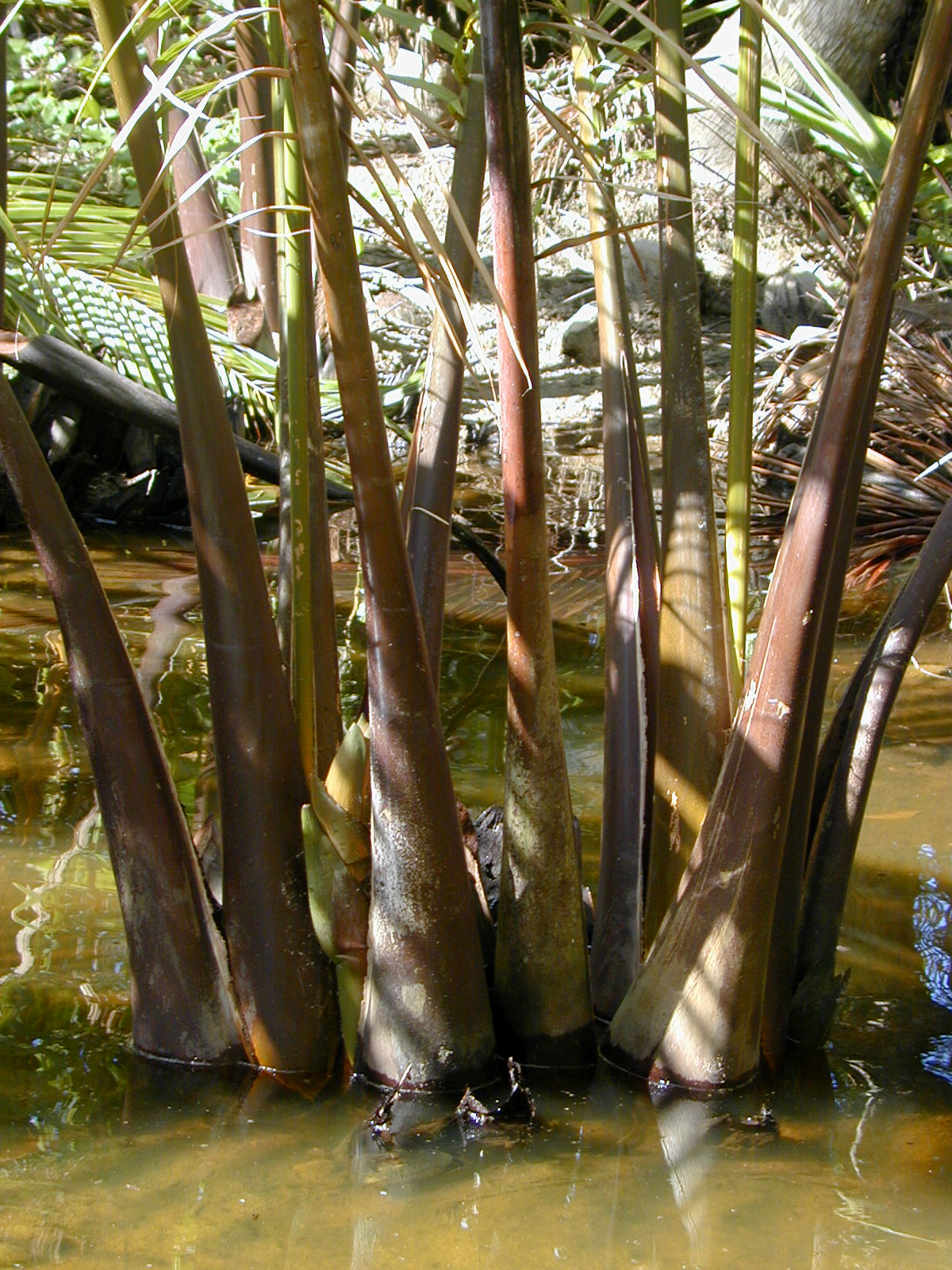
Troncos de Nypa fruticans

El Jardín de plantas tropicales de Itabashi, Tokio de nombre completo Museo de Arte del medio ambiente de las plantas tropicales de Itabashi, Tokio (en japonés: 東京都板橋区立熱帯環境植物館 Tōkyō-to Itabashi Kuritsu Nettai Kankyō Shokubutsukan) es un jardín botánico situado en un invernadero de unos 1000 metros cuadrados, que se ubica en Itabashi barrio de Tokio, Japón.

## Localización
Tōkyō-to Itabashi Kuritsu Nettai Kankyō Shokubutsukan Takashimadaira 8-29-2, Itabashi-shi, Tokyo-Ken 175-0082 Japón
Planos y vistas satelitales.35°47′30.8″N 139°39′50.7″E / 35.791889, 139.664083
Hay que pagar una tarifa de entrada. Los lunes se encuentra cerrado. Cierra desde el 28 de diciembre al 4 de enero.
La calefacción de los invernaderos se hace gracias al calor residual procedente de la fábrica de tratamiento de los residuos muy próxima al jardín botánico. 

## Colecciones
La superficie total (que incluye los edificios) es de 3.000 m², de los cuales la superficie cultivada esde 1000 m², y nos encontramos,
- Acuario de peces tropicales (sudeste asiático),
- Reproducción de una zona de manglar con Nypa fruticans,
- Plantas tropicales del sudeste asiático con unas 300 especies,
- Reproducción de un bosque tropical de baja altitud (con un ejemplar relevante de Ficus wightiana),
- Reproducción de una casa malaya con el techo cubierto de hojas de Nypa fruticans,
- Estufa fría (invernadero no calentado) presentando plantas de los bosques montañosos tropicales (Rhododendron, orquídeas…),

Además, salas de exposiciones, biblioteca (libros sobre los bosques tropicales húmedos del Sureste asiático, los vegetales, horticultura), sala de proyección (también lugar de conciertos y de exposiciones), salón de té dominando los invernaderos.

## Actividades pedagógicas
Hay visitas guiadas de las instalaciones el domingo y los días de fiesta. 
Numerosas escuelas maternales y elementales visitan el jardín en el marco de la actividad escolar, "Clasifica la Naturaleza". 
El jardín organiza de 5 a 6 exposiciones cada año sobre las plantas tropicales. Además, una exposición permanente presente de las explicaciones sobre el sistema ecológico de los bosques tropicales, la vida de sus habitantes, la destrucción y la restauración de los bosques tropicales, etc